# Zamieszańcy

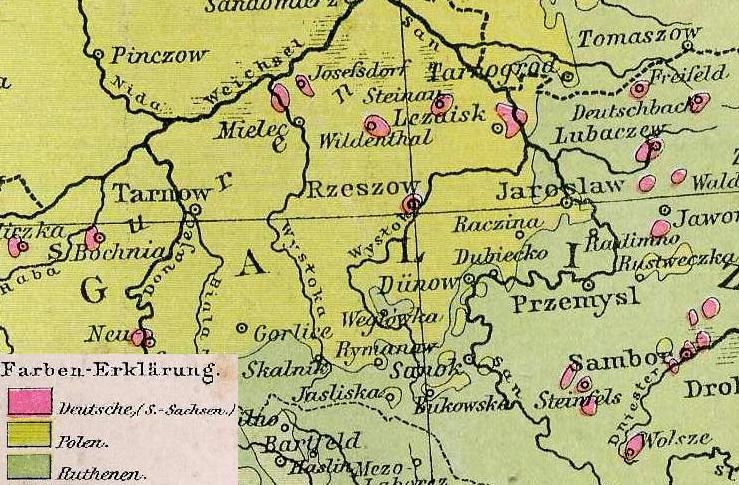
Rusińska wyspa językowa wokół Węglówki (Zamieszańcy), na narodowej mapie grup etnicznych Podkarpacia (Galicja Środkowa, 1876)

Zamieszańcy (ukr. замішанці) – rusińska grupa etnograficzna, osiadła na terenie Pogórza, na północ od Krosna.
Osiedli oni tam w okresie zasiedlania Pogórza, czyli w XV–XVI wieku, na jedynym nie zajętym jeszcze terenie, czyli na terenach najwyższych, o najgorszych warunkach fizjograficznych i glebowych. Był to teren znajdujący się na zachód od tradycyjnej etnograficznej granicy polsko-ruskiej sprzed 1341.
Założyli oni 10 miejscowości, otoczonych wsiami polskimi. Z miejscowości tych 8 znajdowało się na zwartym obszarze osadnictwa ruskiego (Czarnorzeki, Węglówka, Krasna, Oparówka, Rzepnik, Pietrusza Wola, Bonarówka, Wólka Bratkowska), a dwie (Gwoździanka i Blizianka) samotnie poza nim.
W końcu XVIII wieku znajdowało się tutaj 4722 mieszkańców, w tym 4318 Rusinów (91,5%), 316 Polaków (6,7%) oraz 88 Żydów (1,9%). W ciągu 150 lat liczba ludności wzrosła dwukrotnie i wynosiła w 1930 8890 osób, w tym 7595 Rusinów (85%), 1230 Polaków (14%) i 65 Żydów (1%). Procentowy wzrost ludności polskiej spowodowany został częściową polonizacją Rusinów we wspomnianych dwóch oddalonych miejscowościach.
W końcu XIX w. rozpoczęły się masowe wyjazdy zarobkowe miejscowej ludności do Ameryki. Na początku XX wieku przebywało tam na stałe lub czasowo ponad 10% ogółu mieszkańców.
Po ostatniej wojnie grupa ta przestała istnieć na terenie zachodniego Pogórza. W ponad 90% została ona przesiedlona w głąb ZSRR.
Przez otaczającą ich ludność polską obszar ten nazywany był „Rusią”, a ludność Rusinami.
Przez mieszkających bardziej na południe Łemków nazywani byli natomiast Zamieszańcami, ze względu na zamieszkiwanie wśród ludności polskiej.